# Max Emmerich
Max Philip Emmerich (Indianapolis, 1º giugno 1879 – Indianapolis, 29 giugno 1956) è stato un multiplista e ginnasta statunitense, vincitore della gara di triathlon alle Olimpiadi di Saint Louis 1904.

## Biografia

### Carriera sportiva
A Saint Louis 1904 gareggiò anche nella gara all-around di ginnastica. Sempre a St. Louis, vinse la gara di Triathlon con questi risultati:
- 100 iarde: 10"6
- Salto in lungo: 6,55 m
- Getto del peso: 9,80 m

### Vicende giudiziarie
Nel 1909 Emmerich era impiegato di banca presso la Banca Nazionale Campidoglio a Indianapolis, improvvisamente sparì dalla circolazione. I funzionari di banca sospettosi, esaminarono i suoi conti e per la Pinkerton National Detective Agency, che investigò sul caso, divenne evidente che transazioni fraudolente avevano avuto luogo.
Emmerich fu rintracciato da un detective Pinkerton in un motel a Jacksonville, in Florida, da dove stava per partire per il Sud America, fu arrestato e tornò a Indiana. Emmerich, un altro atleta olimpico Harry Prinzler e un altro complice furono condannati ciascuno a cinque anni di carcere per aver sottratto 40.000 dollari. Quando venne rilasciato nel 1913 tornò in contabilità.

## Palmarès
| Anno | Manifestazione | Sede      | Evento    | Risultato | Punteggio | Note                                        |
| ---- | -------------- | --------- | --------- | --------- | --------- | ------------------------------------------- |
| 1904 | Olimpiadi      | St. Louis | Triathlon | Oro       | 35,7 pt   | Specialità presente solo in questa edizione |